# 千葉県道116号横芝山武線

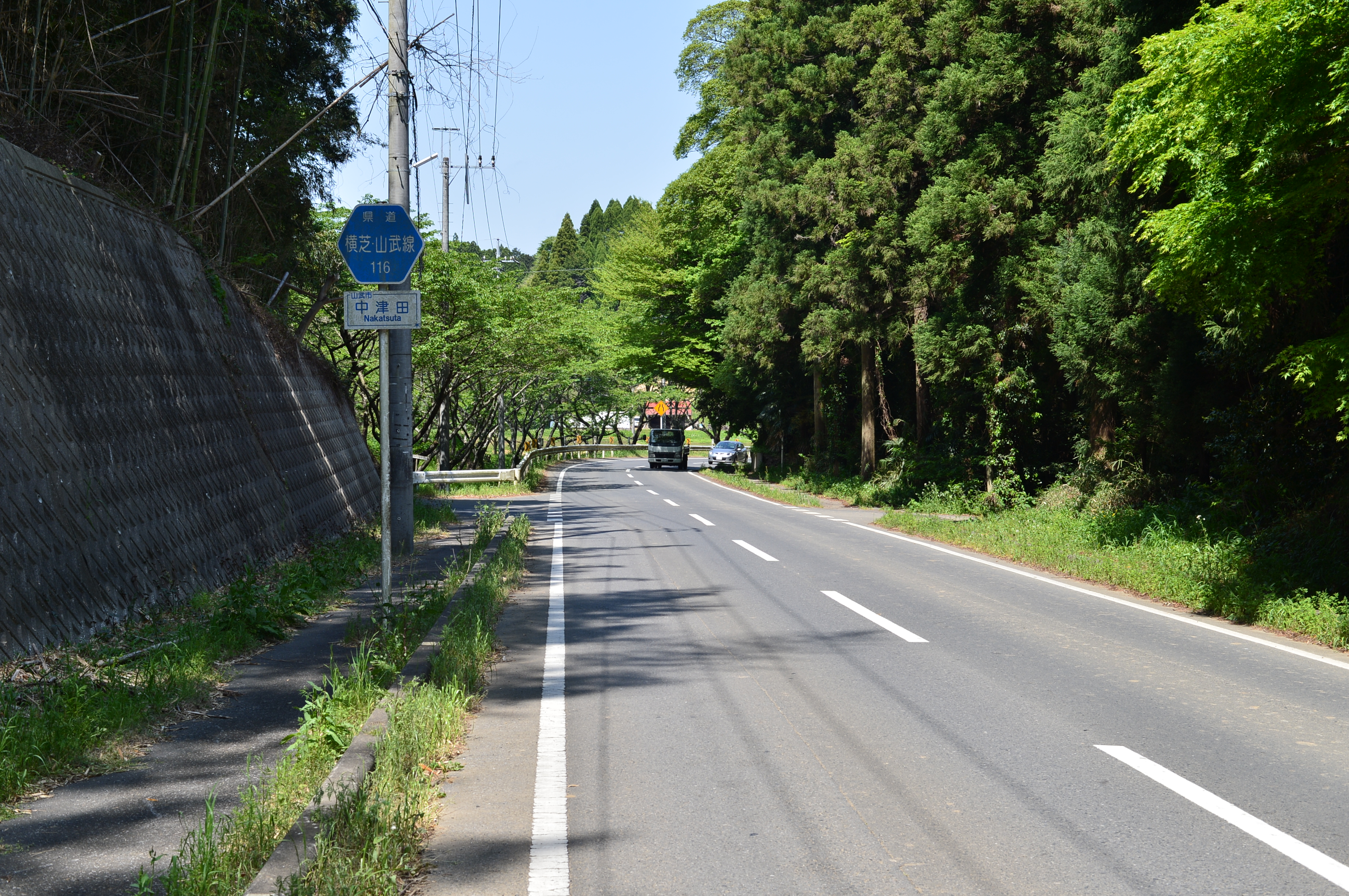
千葉県道116号横芝山武線
山武市中津田（2015年5月）

千葉県道116号横芝山武線（ちばけんどう116ごう よこしばさんぶせん）は、千葉県山武郡横芝光町寺方の千葉県道79号横芝下総線との交差点を起点とし、山武市椎崎の千葉県道76号成東酒々井線との交差点を終点とする県道である。途中、横芝光町中台から山武市松尾町山室までは、千葉県道112号成田成東線を、山武市麻生新田から山武市埴谷までは、千葉県道22号千葉八街横芝線に重複している。

## 起点・終点
- 起点：千葉県山武郡横芝光町寺方（寺方交差点、千葉県道79号横芝下総線交点）
- 終点：千葉県山武市椎崎（椎崎交差点、千葉県道76号成東酒々井線交点）

## 重複区間
- 千葉県道112号成田成東線
千葉県山武郡横芝光町中台 - 山武市松尾町山室
- 千葉県道22号千葉八街横芝線
千葉県山武市麻生新田 - 山武市埴谷

## 地理

### 通過する自治体
- 千葉県
  - 山武郡横芝光町 - 山武市

### 交差する道路

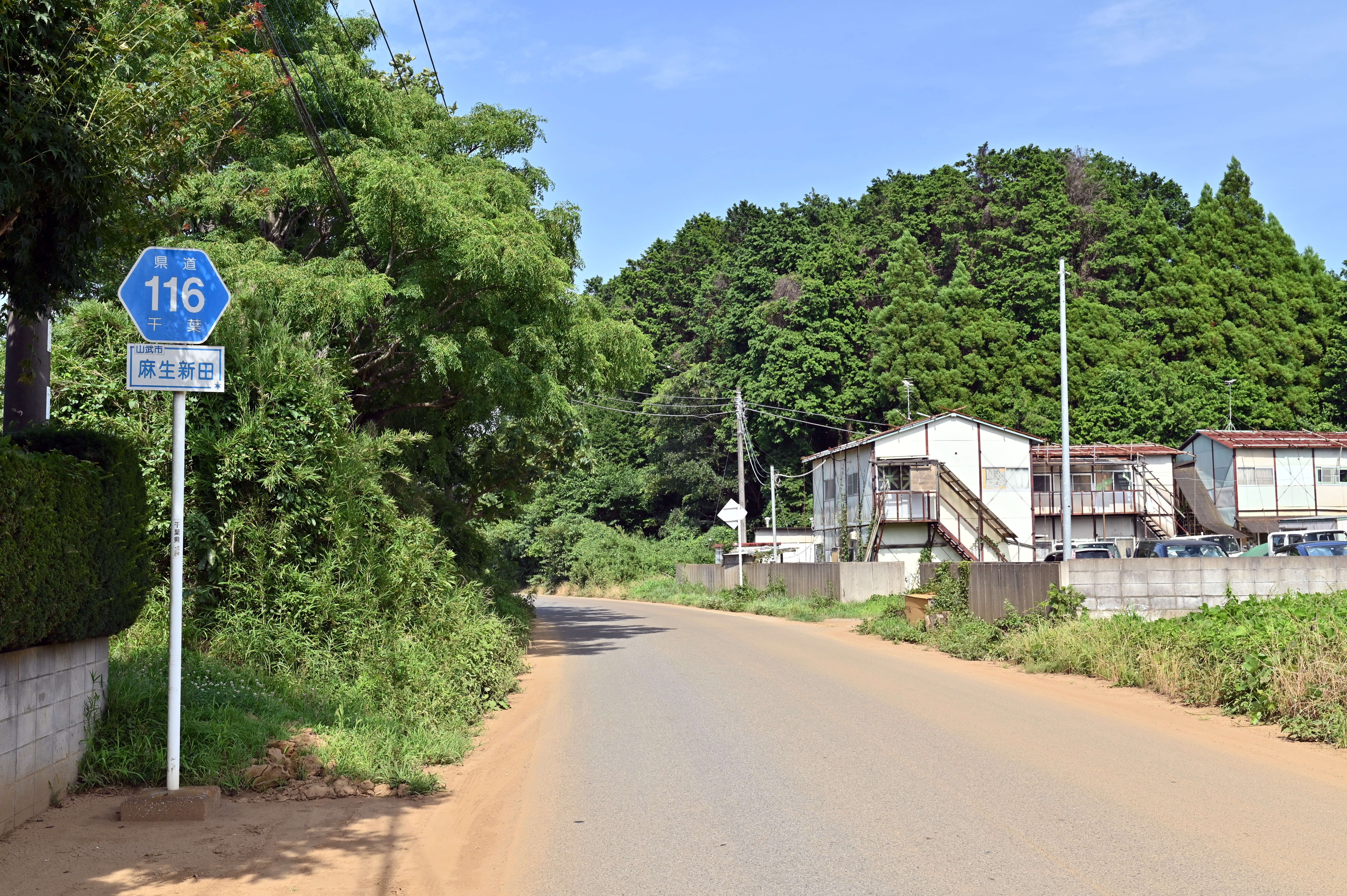
山武市麻生新田（2023年7月）

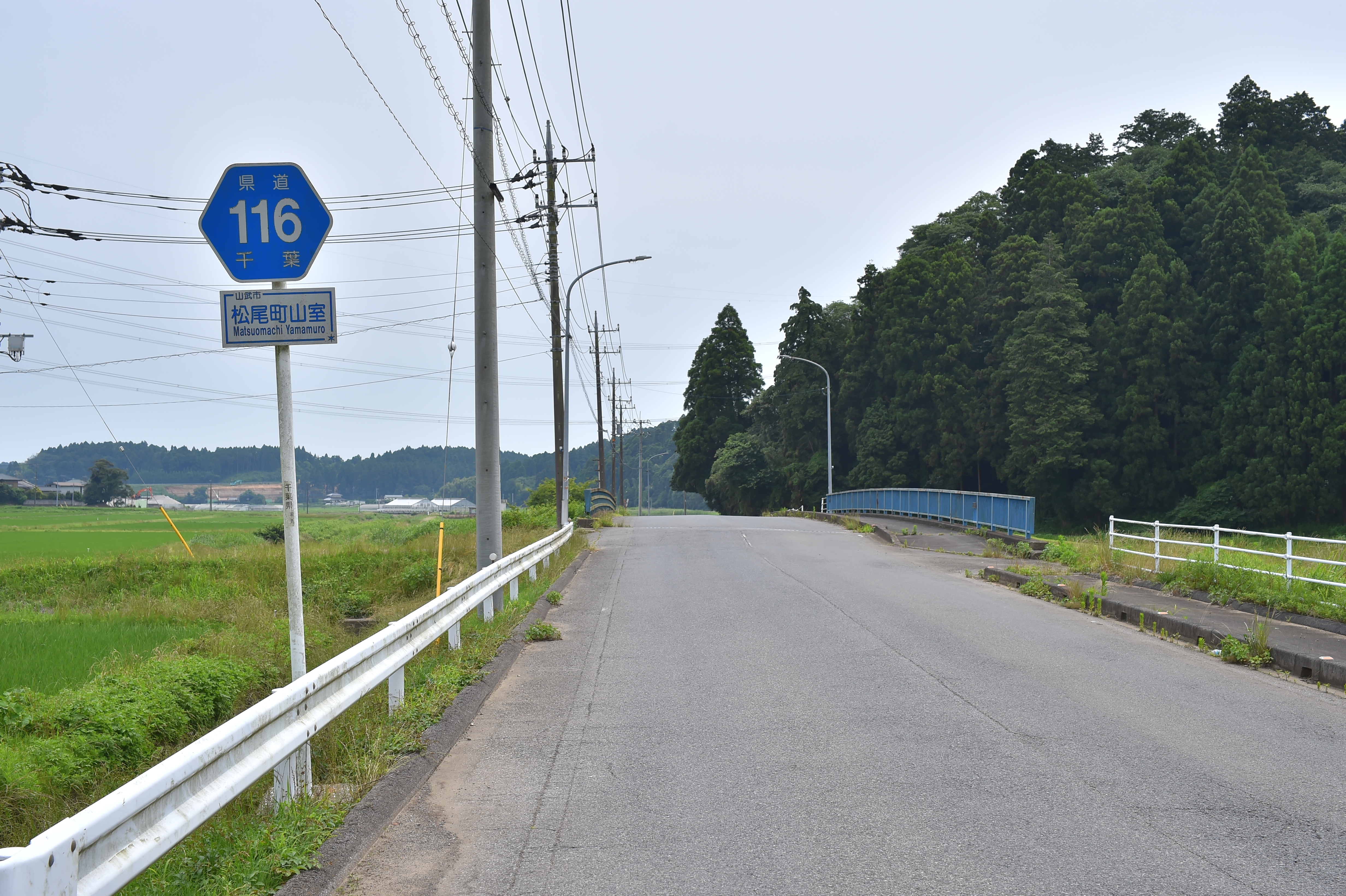
山武市松尾町山室（2023年6月）

- 千葉県道79号横芝下総線（山武郡横芝光町寺方、寺方交差点、起点）
- 千葉県道62号成田松尾線旧道（山武郡横芝光町中台、中台交差点）
- 千葉県道112号成田成東線（山武郡横芝光町中台 - 山武市松尾町山室、重複）
- 千葉県道62号成田松尾線新道（山武市松尾町山室、山室交差点）
- 千葉県道22号千葉八街横芝線（山武市麻生新田 - 山武市埴谷、重複）
- 千葉県道118号成東山武線（山武市埴谷）
- 千葉県道76号成東酒々井線（山武市椎崎、椎崎交差点、終点）